# Sterculia multiovula
Sterculia multiovula är en malvaväxtart som beskrevs av E. Taylor. Sterculia multiovula ingår i släktet Sterculia och familjen malvaväxter. Inga underarter finns listade i Catalogue of Life.